# Lironcourt
Lironcourt est une commune française située dans le département des Vosges, en région Grand Est.

## Géographie

### Localisation
La commune est à 2,8 km de Grignoncourt et 3 de Les Thons.

### Géologie et relief
Un espace protégé hors Natura 2000.
Quatre zones naturelles d'intérêt écologique, faunistique et floristique (Znieff).

### Sismicité
Commune située dans une zone 2 de sismicité faible.
|                                | Les Thons           | Fignévelle   |
| Fresnes-sur-Apance Haute-Marne | Lironcourt          |              |
|                                | Châtillon-sur-Saône | Grignoncourt |

### Hydrographie et les eaux souterraines

#### Réseau hydrographique
La commune est située dans le bassin versant de la Saône au sein du bassin Rhône-Méditerranée-Corse. Elle est drainée par la Saône et le ruisseau de l'Etang.
La Saône prend sa source à Vioménil au pied du Ménamont, au sud des monts Faucilles à 405 m d'altitude. Elle conflue avec le Rhône à Lyon, à l'altitude de 163 mètres après avoir traversé le val de Saône.

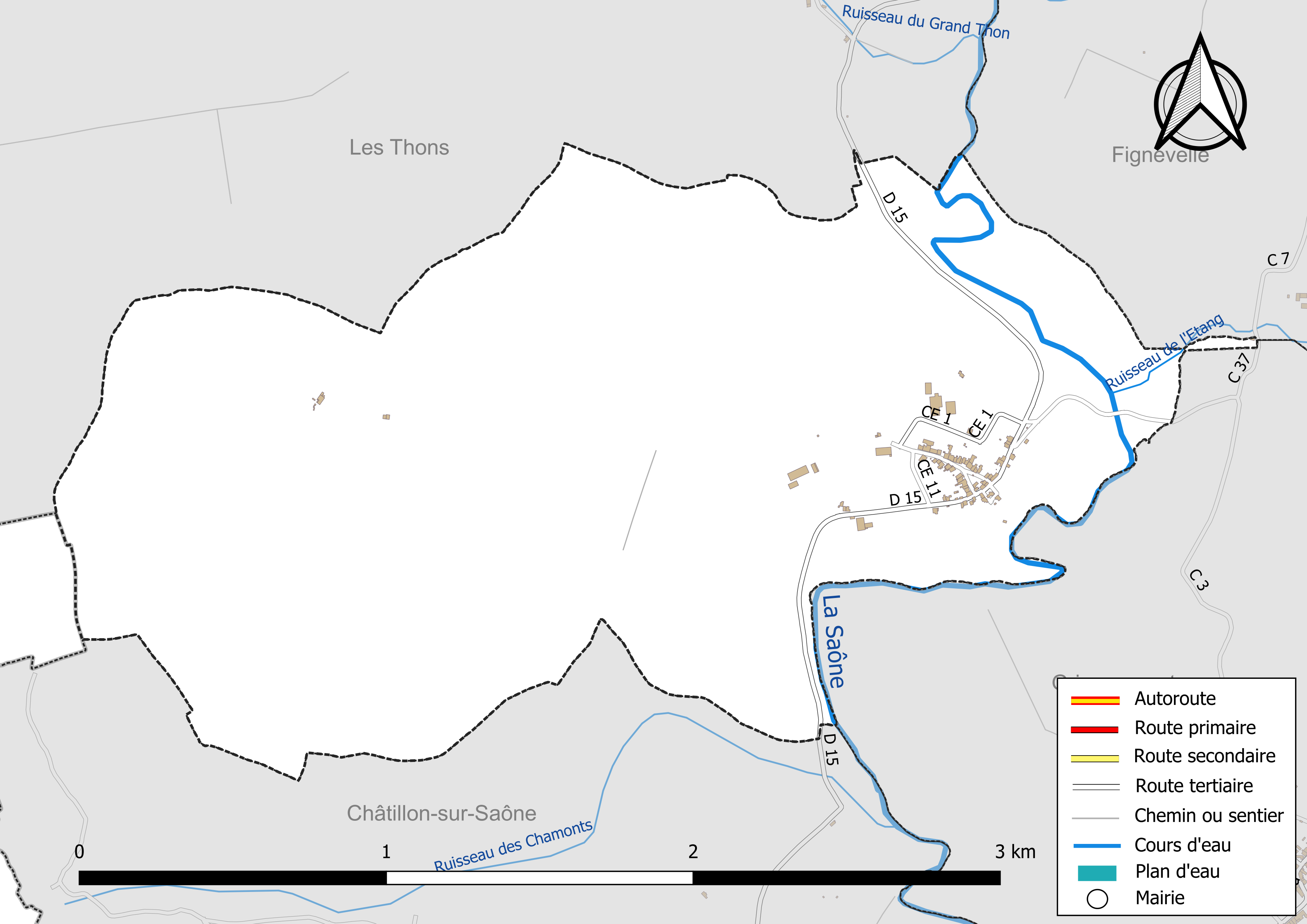
Réseaux hydrographique et routier de Lironcourt.

#### Gestion et qualité des eaux
Le territoire communal est couvert par le schéma d'aménagement et de gestion des eaux (SAGE) « Nappe des Grès du Trias Inférieur ». Ce document de planification, dont le territoire comprend le périmètre de la zone de répartition des eaux de la nappe des Grès du trias inférieur (GTI), d'une superficie de 1 497 km2,  est en cours d'élaboration. L’objectif poursuivi est de stabiliser les niveaux piézométriques de la nappe des GTI et atteindre l'équilibre entre les prélèvements et la capacité de recharge de la nappe. Il doit être cohérent avec les objectifs de qualité définis dans les SDAGE Rhin-Meuse et Rhône-Méditerranée. La structure porteuse de l'élaboration et de la mise en œuvre est le conseil départemental des Vosges.
La qualité des eaux de baignade et des cours d’eau peut être consultée sur un site dédié géré par les agences de l’eau et l’Agence française pour la biodiversité.

### Climat
Pour des articles plus généraux, voir Climat du Grand Est et Climat des Vosges.
En 2010, le climat de la commune est de type climat des marges montargnardes, selon une étude du Centre national de la recherche scientifique s'appuyant sur une série de données couvrant la période 1971-2000. En 2020, Météo-France publie une typologie des climats de la France métropolitaine dans laquelle la commune est exposée à un climat océanique altéré et est dans la région climatique  Lorraine, plateau de Langres, Morvan, caractérisée par un hiver rude (1,5 °C), des vents modérés et des brouillards fréquents en automne et hiver. 
Pour la période 1971-2000, la température annuelle moyenne est de 9,8 °C, avec une amplitude thermique annuelle de 17,1 °C. Le cumul annuel moyen de précipitations est de 976 mm, avec 13,2 jours de précipitations en janvier et 9,4 jours en juillet. Pour la période 1991-2020, la température moyenne annuelle observée sur la station météorologique de Météo-France la plus proche, « Venisey », sur la commune de Venisey à 17 km à vol d'oiseau, est de 11,0 °C et le cumul annuel moyen de précipitations est de 850,7 mm. 
La température maximale relevée sur cette station est de 39,7 °C, atteinte le 25 juillet 2019 ; la température minimale est de −17,4 °C, atteinte le 30 décembre 2005,,. 
Les paramètres climatiques de la commune ont été estimés pour le milieu du siècle (2041-2070) selon différents scénarios d'émission de gaz à effet de serre à partir des nouvelles projections climatiques de référence DRIAS-2020. Ils sont consultables sur un site dédié publié par Météo-France en novembre 2022.

## Urbanisme

### Typologie
Au 1er janvier 2024, Lironcourt est catégorisée commune rurale à habitat dispersé, selon la nouvelle grille communale de densité à sept niveaux définie par l'Insee en 2022.
Elle est située hors unité urbaine et hors attraction des villes,.

### Occupation des sols
L'occupation des sols de la commune, telle qu'elle ressort de la base de données européenne d’occupation biophysique des sols Corine Land Cover (CLC), est marquée par l'importance des territoires agricoles (71,8 % en 2018), une proportion identique à celle de 1990 (71,8 %). La répartition détaillée en 2018 est la suivante : 
prairies (46,9 %), forêts (28,2 %), terres arables (19,5 %), zones agricoles hétérogènes (5,4 %). L'évolution de l’occupation des sols de la commune et de ses infrastructures peut être observée sur les différentes représentations cartographiques du territoire : la carte de Cassini (XVIIIe siècle), la carte d'état-major (1820-1866) et les cartes ou photos aériennes de l'IGN pour la période actuelle (1950 à aujourd'hui).

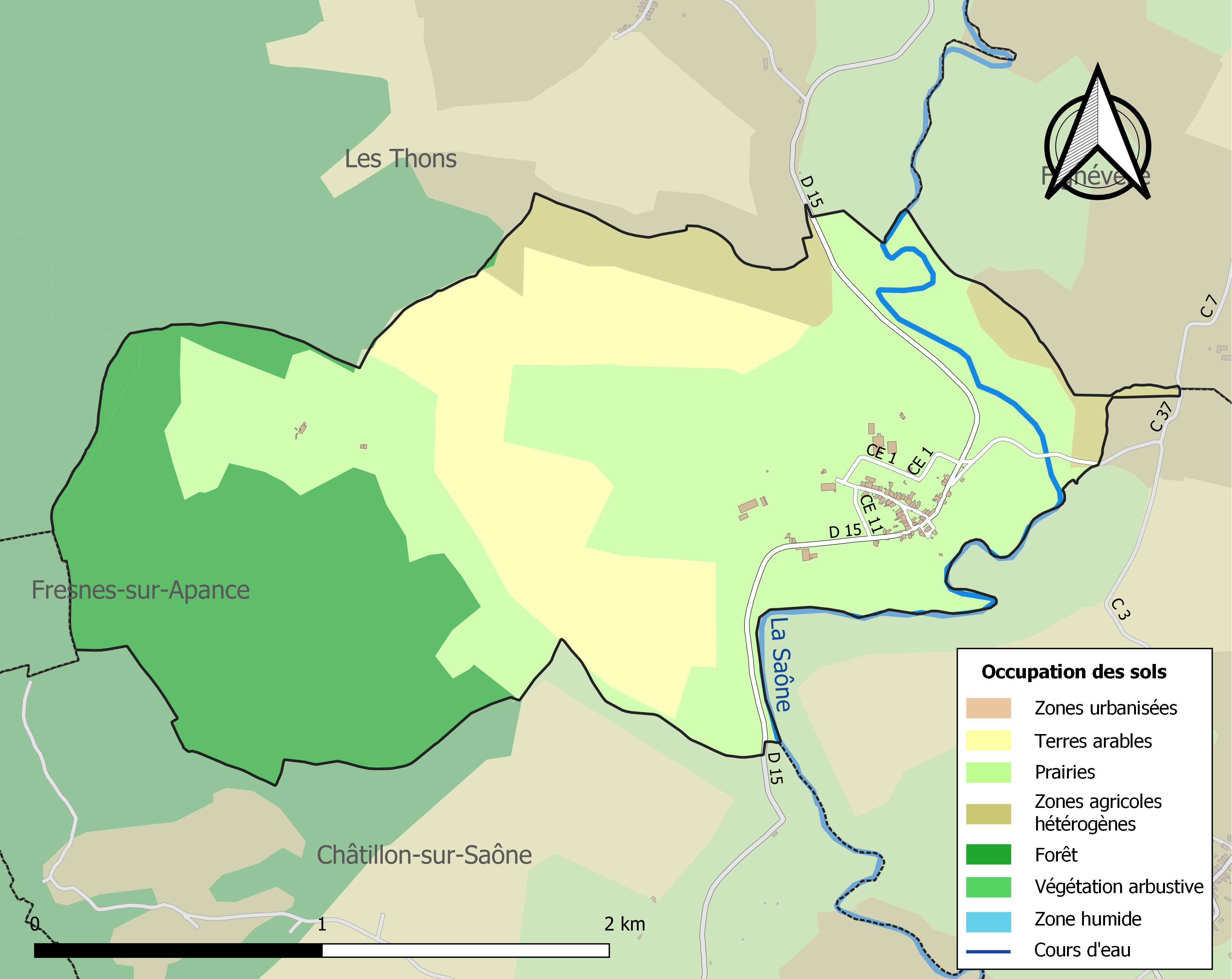
Carte des infrastructures et de l'occupation des sols de la commune en 2018 (CLC).

### Voies de communications et transports

#### Voies routières
- D15 vers Les Thons.
- D15d vers Grignoncourt.

#### Transports en commun

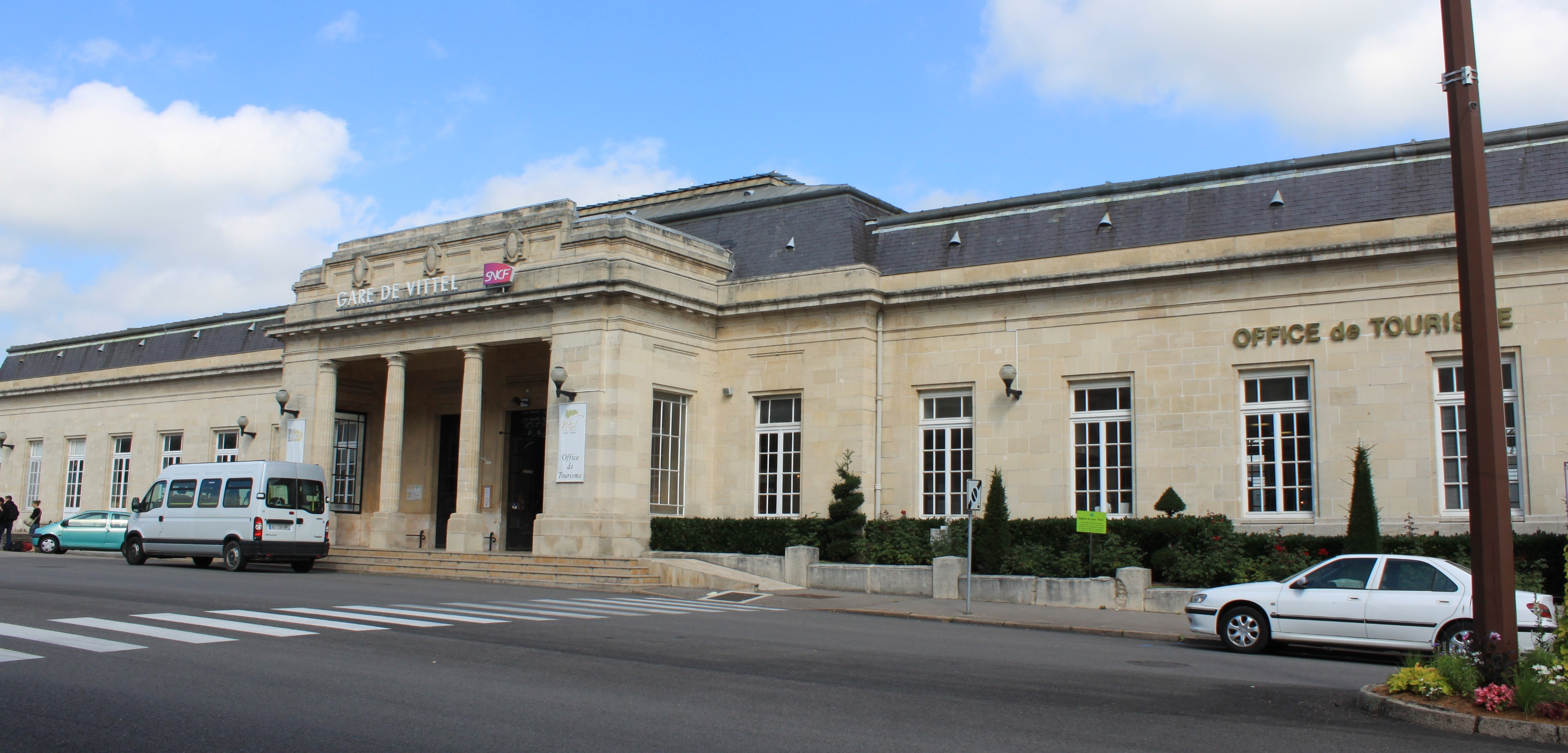
Gare de Vittel.

- Fluo Grand Est.

#### Lignes SNCF
- Gare de Contrexéville
- Gare de Vittel
- Gare de Merrey

## Toponymie
Le nom de la localité est attesté sous les formes Terra de Litramnocurt (Xe siècle) ; Lironcourt (1264) ; Lyroncuria (1557) ; Lironcour (1656) ; Lirincourt (1722).

## Histoire
Le 17 avril 1601, un arrêt du parlement de Paris déclare Vougécourt, Grignoncourt et Lironcourt du ressort de la prévôté de Passavant. Ces villages sont alors des terres de surséances régulièrement disputés entre Lorrains et Champenois.

## Politique et administration
| Période                                  | Période                       | Identité                        | Étiquette | Qualité                                |
| ---------------------------------------- | ----------------------------- | ------------------------------- | --------- | -------------------------------------- |
| Les données manquantes sont à compléter. |                               |                                 |           |                                        |
| avant 1995                               | ?                             | Dominique Mougin                |           |                                        |
| juin 1995                                | juillet 2019                  | Jean-Jacques Misiak (1953-2019) | DVD       | Agriculteur, décédé en cours de mandat |
| novembre 2019                            | En cours (au 6 novembre 2019) | Rémi Misiak (°1980)             |           | Agriculteur                            |

### Budget et fiscalité 2022

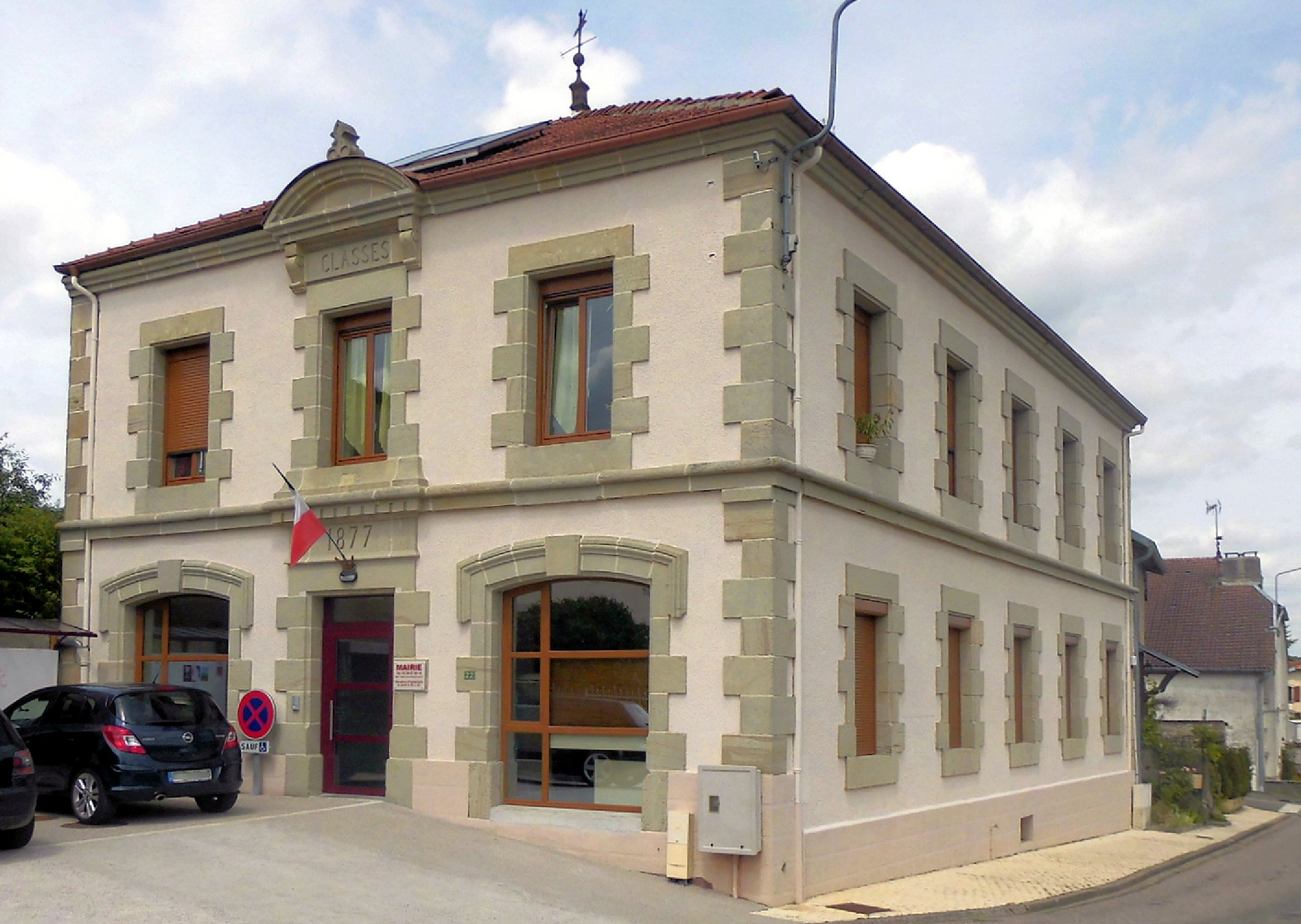
La mairie.

En 2022, le budget de la commune était constitué ainsi :
- total des produits de fonctionnement : 81 000 €, soit 1 147 € par habitant ;
- total des charges de fonctionnement : 76 000 €, soit 1 077 € par habitant ;
- total des ressources d'investissement : 224 000 €, soit 3 157 € par habitant ;
- total des emplois d'investissement : 19 000 €, soit 265 € par habitant ;
- endettement : 160 000 €, soit 2 260 € par habitant.

Avec les taux de fiscalité suivants :
- taxe d'habitation : 17,44 % ;
- taxe foncière sur les propriétés bâties : 41,77 % ;
- taxe foncière sur les propriétés non bâties : 18,95 % ;
- taxe additionnelle à la taxe foncière sur les propriétés non bâties : 0,00 % ;
- cotisation foncière des entreprises : 0,00 %.

Chiffres clés Revenus et pauvreté des ménages en 2021 : médiane en 2021 du revenu disponible, par unité de consommation.

## Population et société

### Démographie

#### Évolution démographique
L'évolution du nombre d'habitants est connue à travers les recensements de la population effectués dans la commune depuis 1793. Pour les communes de moins de 10 000 habitants, une enquête de recensement portant sur toute la population est réalisée tous les cinq ans, les populations de référence des années intermédiaires étant quant à elles estimées par interpolation ou extrapolation. Pour la commune, le premier recensement exhaustif entrant dans le cadre du nouveau dispositif a été réalisé en 2008.

En 2022, la commune comptait 71 habitants, en évolution de −2,74 % par rapport à 2016 (Vosges : −2,96 %, France hors Mayotte : +2,11 %).
| 1793 | 1800 | 1806 | 1821 | 1831 | 1836 | 1841 | 1846 | 1856 |
| ---- | ---- | ---- | ---- | ---- | ---- | ---- | ---- | ---- |
| 321  | 377  | 403  | 380  | 403  | 393  | 385  | 365  | 304  |

| 1861 | 1866 | 1876 | 1881 | 1886 | 1891 | 1896 | 1901 | 1906 |
| ---- | ---- | ---- | ---- | ---- | ---- | ---- | ---- | ---- |
| 316  | 304  | 275  | 255  | 266  | 249  | 229  | 222  | 208  |

| 1911 | 1921 | 1926 | 1931 | 1936 | 1946 | 1954 | 1962 | 1968 |
| ---- | ---- | ---- | ---- | ---- | ---- | ---- | ---- | ---- |
| 213  | 174  | 166  | 144  | 134  | 137  | 133  | 112  | 88   |

| 1975 | 1982 | 1990 | 1999 | 2006 | 2008 | 2013 | 2018 | 2022 |
| ---- | ---- | ---- | ---- | ---- | ---- | ---- | ---- | ---- |
| 85   | 84   | 79   | 65   | 70   | 72   | 74   | 70   | 71   |

### Enseignement
Établissements d'enseignements :
- Écoles maternelles et primaires à Isches, Monthureux-sur-Saône, Bourbonne-les-Bains.
- Collèges à Bourbonne-les-Bains, Monthureux-sur-Saône, Lamarche, Martigny-les-Bains, Jussey.
- Lycées à Contrexéville.

### Santé
Professionnels et établissements de santé :
- Médecins à Monthureux-sur-Saône, Mont-lès-Lamarche, Corre, Passavant-la-Rochère, Bourbonne-les-Bains.
- Pharmacies à Monthureux-sur-Saône, Corre, Passavant-la-Rochère, Bourbonne-les-Bains.
- Hôpitaux à Lamarche, Saint-Rémy, Vittel, Ville-sur-Illon.

### Cultes
- Culte catholique, Paroisse Notre-Dame-de-la-Saône[28], Église Saint-Valbert, Diocèse de Saint-Dié.

## Économie

### Entreprises et commerces

#### Agriculture
- Agriculture et élevage.
- Élevage de vaches laitières.
- Culture et élevage associés.
- Ancien vignoble du Charmont, où 55 ha de vignes étaient cultivés au XIXe siècle[29].

#### Tourisme
- Hébergements et restauration à Monthureux-sur-Saône, Melay, Bourbonne-les-Bains, Claudon.

#### Commerces
- Commerces et services de proximité.

## Culture locale et patrimoine

### Lieux et monuments

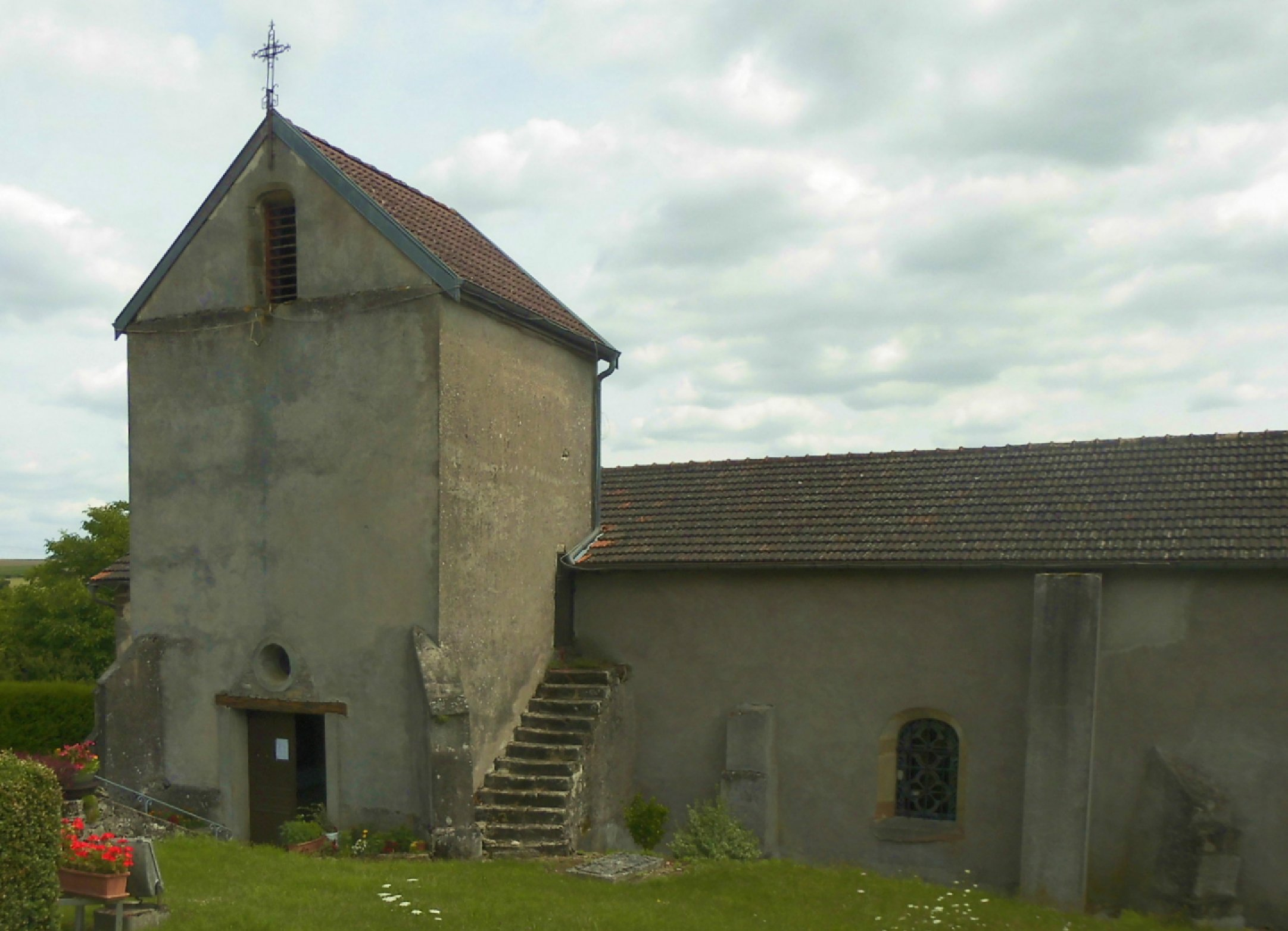
L'église Saint-Valbert

- L'église Saint-Valbert[30].

Autel, retable, tabernacle (maître-autel).
Statue Saint Valbert
- Monument aux morts[33],[34]
- Gué de pierres taillées qui permet de franchir la rivière sans se mouiller les pieds. Son origine reste incertaine...
- Vignoble du Charmont avec sa ferme seigneuriale du XVIIIe siècle construite par les seigneurs de Lignéville[35].
- La pelouse calcaire de la Banie[36].
- Vestiges de trois anciens moulins[37].
- Une enquête thématique régionale (architecture rurale de Lorraine : Vôge méridionale) a été réalisée par le service régional de l'Inventaire général du patrimoine culturel[38].
- Grande fontaine[39].

### Personnalités liées à la commune
- Le célèbre naturaliste et voyageur Charles-Nicolas-Sigisbert Sonnini de Manoncourt a vécu dans la ferme seigneuriale au XVIIIe siècle et y cultiva des choux-navets de Laponie ; l'expérience se soldant par un échec, il s'enfuit pour vivre d'autres aventures...
- Laure de Saint-Ouen[40],[41] y vécut aussi au XIXe ; elle y écrivit les premiers livres d'histoire de France à l'usage des enfants.
- Jean Baptiste Ferdinand Monchablon, peintre. La Saône au bas de Lironcourt, Vosges - Huile sur toile signée